# Marvel Comics Super Special

Marvel Comics Super Special est une série de quarante-et-un magazines publiés par Marvel Comics de 1977 à 1986. 
Il s'agit surtout d'adaptations cinématographiques et de séries télévisées, ainsi que de personnages appartenant ou non à Marvel, et de biographies ou d'aventures de musiciens.
Plusieurs numéros ont été publiés en France par plusieurs éditeurs différents. Alors que la publication du numéro 7 a été annulée aux États-Unis, il a été publié en France par Arédit-Artima (adaptation du film Sgt. Pepper's Lonely Hearts Club Band, par David Anthony Kraft, George Pérez et Jim Mooney).

## Historique
Le premier numéro daté de 1977 présente le groupe de rock Kiss dans une aventure fictive de 40 pages écrite par Steve Gerber, dessiné par John Romita, Jr., Alan Weiss, John Buscema, Rich Buckler, et Sal Buscema, opposant le quatuor aux super-vilains Marvel Mephisto et Docteur Fatalis. Les membres du groupe ont mélangé leur sang à l'encre du premier numéro,. Kiss retourne dans une aventure d'occultisme dans le numéro 5 (1978). 
Conan le Barbare, le personnage d'heroic fantasy créé par Robert E. Howard et publié sous licence par Marvel, était à l'affiche du no 2 (1977) et du no 9 (1978), en plus des adaptations des films avec Arnold Schwarzenegger Conan le barbare et Conan le destructeur dans le 21 (1982) et le 35 (décembre 1984), respectivement. Une adaptation du film Red Sonja, parait dans le no 38 (1985).
Les autres séries Marvel publiées sont Star-Lord dans le no 10 (hiver 1979), Weirdworld dans les numéros 11 à 13 (printemps - automne 1979), et Howard the Duck dans le no 41 (novembre 1986), le dernier numéro.
À part une biographie des Beatles dans le no 4 (1978), les autres numéros sont consacrés à l'adaptation de films de fantastique, de science-fiction ou d'aventure contemporains, y compris Rencontres du troisième type par Archie Goodwin, Walt Simonson et Klaus Janson, Blade Runner, Le dragon du lac de feu, La guerre des étoiles,, Indiana Jones et James Bond, ainsi queLes Dents de la mer 2 et la comédie musicale Les Muppets à Manhattan.

## Les numéros
| Issue | Date           | Contents                                   | Notes |
| ----- | -------------- | ------------------------------------------ | --- |
| 1     | 1977           | Kiss                                       | Steve Gerber, Alan Weiss, John Buscema, Rich Buckler, Sal Buscema, et Al Milgrom. |
| 2     | 1977           | Savage Sword of Conan                      | Adaptation de Roy Thomas, John Buscema, et Alfredo Alcala de Black Vulmea's Vengeance de Robert E. Howard.                                                                                        |
| 3     | 1978           | Close Encounters of the Third Kind         | Adaptation de Archie Goodwin, Walt Simonson, et Klaus Janson of the Columbia Pictures film directed by Steven Spielberg.                                                                          |
| 4     | 1978           | The Beatles Story                          | Biographie de David Anthony Kraft, George Pérez, et Klaus Janson. |
| 5     | 1978           | Kiss                                       | Alan Weiss, Ralph Macchio, John Romita, Jr., et Tony DeZuniga. |
| 6     | 1978           | Jaws 2                                     | Adaptation de Rick Marschall, Gene Colan, et Tom Palmer du film d'Universal Studios réalisé par Jeannot Szwarc.                                                                                   |
| 7     | unpublished    | Sgt. Pepper's Lonely Hearts Club Band      | Adaptation de David Anthony Kraft, George Pérez, et Jim Mooney du film d'Universal Studios réalisé par Michael Schultz.                                                                           |
| 8     | 1978           | Battlestar Galactica                       | Adaptation de Roger McKenzie et Ernie Colón du premier épisode de la série télévisée ABC créée par Glen A. Larson.                                                                                |
| 9     | 1978           | Savage Sword of Conan                      | Adaptation par Roy Thomas, John Buscema, et Tony DeZuniga de "The Blood-Stained God" de Robert E. Howard et L. Sprague de Camp.                                                                   |
| 10    | Winter 1979    | Star-Lord                                  | Doug Moench, Gene Colan, et Tom Palmer |
| 11    | Spring 1979    | Weirdworld: "Warriors of the Shadow Realm" | Doug Moench, John Buscema, et Rudy Nebres. |
| 12    | Summer 1979    | Weirdworld: "Warriors of the Shadow Realm" | Doug Moench, John Buscema, et Rudy Nebres. |
| 13    | Fall 1979      | Weirdworld: "Warriors of the Shadow Realm" | Doug Moench, John Buscema, et Rudy Nebres. |
| 14    | 1979           | Meteor                                     | Adaptation de Ralph Macchio, Gene Colan, et Tom Palmer du film d'American International Pictures réalisé par Ronald Neame.                                                                        |
| 15    | December 1979  | Star Trek: The Motion Picture              | Adaptation de Marv Wolfman, Dave Cockrum, et Klaus Janson du film de Paramount Pictures réalisé par Robert Wise.                                                                                  |
| 16    | Spring 1980    | The Empire Strikes Back                    | Adaptation de Archie Goodwin, Al Williamson, et Carlos Garzon du film de Lucasfilm/20th Century Fox réalisé par Irvin Kershner.                                                                   |
| 17    | Summer 1980    | Xanadu                                     | Adaptation de J. M. DeMatteis, Rich Buckler, Jimmy Janes, Michael Netzer, Brent Anderson, Joe Brozowski, Al Milgrom, et Bill Sienkiewicz du film d'Universal Studios réalisé Robert Greenwald.    |
| 18    | 1981           | Raiders of the Lost Ark                    | Adaptation de Walt Simonson, John Buscema, et Klaus Janson du film Lucasfilm/Paramount Pictures réalisé par Steven Spielberg.                                                                     |
| 19    | 1981           | For Your Eyes Only                         | Adaptation de Larry Hama, Howard Chaykin, et Vince Colletta du film Eon Productions/United Artists réalisé par John Glen.                                                                         |
| 20    | 1981           | Dragonslayer                               | Adaptation de Dennis O'Neil, Marie Severin, et John Tartaglione du film de Paramount Pictures/Walt Disney Productions réalisé par Matthew Robbins.                                                |
| 21    | 1982           | Conan the Barbarian                        | Adaptation de Michael Fleisher et John Buscema du film de Dino De Laurentiis Corporation/Universal Studios/20th Century Fox réalisé par John Milius.                                              |
| 22    | September 1982 | Blade Runner                               | Adaptation de Archie Goodwin, Al Williamson, Carlos Garzon, Dan Green, et Ralph Reese du film de Warner Bros. réalisé par Ridley Scott.                                                           |
| 23    | Summer 1982    | Annie                                      | Adaptation de Tom DeFalco, Win Mortimer, et Vince Colletta du film de Columbia Pictures film réalisé par John Huston.                                                                             |
| 24    | February 1983  | The Dark Crystal                           | Adaptation de David Anthony Kraft, Bret Blevins, Vince Colletta, Rick Bryant, et Richard Howell du film ITC Entertainment/Henson Associates/Universal Studios réalisé par Jim Henson et Frank Oz. |
| 25    | 1983           | Rock & Rule                                | Adaptation de Bill Mantlo du film de Nelvana Limited/CFDC/Famous Players/Canada Trust/MGM film réalisé par Clive A. Smith.                                                                        |
| 26    | 1983           | Octopussy                                  | Adaptation de Steve Moore et Paul Neary du film d'Eon Productions/MGM/UA Entertainment Company réalisé par John Glen.                                                                             |
| 27    | 1983           | Return of the Jedi                         | Adaptation d'Archie Goodwin, Al Williamson, Carlos Garzon, Tom Palmer, et Ron Frenz du film de Lucasfilm/20th Century Fox réalisé par Richard Marquand.                                           |
| 28    | 1983           | Krull                                      | Adaptation de David Michelinie, Bret Blevins, et Vince Colletta du film Columbia Pictures réalisé par Peter Yates.                                                                                |
| 29    | 1983           | Tarzan of the Apes                         | Adaptation de Sharman DiVono, Mark Evanier, et Dan Spiegle de Tarzan d'Edgar Rice Burroughs. |
| 30    | 1984           | Indiana Jones and the Temple of Doom       | Adaptation de David Michelinie, Jackson Guice, Ian Akin, Brian Garvey, et Bob Camp du film de Lucasfilm/Paramount Pictures réalisé par Steven Spielberg.                                          |
| 31    | 1984           | The Last Starfighter                       | Adaptation de Bill Mantlo, Bret Blevins, et Tony Salmons du film de Lorimar Productions/Universal Studios réalisé par Nick Castle.                                                                |
| 32    | 1984           | The Muppets Take Manhattan                 | Adaptation de Stan Kay, Dean Yeagle, et Jacqueline Roettcher du film de Henson Associates/TriStar Pictures réalisé par Frank Oz.                                                                  |
| 33    | 1984           | Buckaroo Banzai                            | Adaptation de Bill Mantlo, Mark Texeira, et Armando Gil du film de Sherwood Productions/20th Century Fox réalisé par W. D. Richter.                                                               |
| 34    | 1984           | Sheena                                     | Adaptation de Cary Burkett et Gray Morrow du film de Columbia Pictures réalisé par John Guillermin.                                                                                               |
| 35    | December 1984  | Conan the Destroyer                        | Adaptation de Michael Fleisher et John Buscema du film de Dino De Laurentiis Corporation/Universal Studios réalisé par Richard Fleischer.                                                         |
| 36    | 1984           | Dune                                       | Adaptation de Ralph Macchio et Bill Sienkiewicz du film de Dino De Laurentiis Corporation/Universal Studios réalisé par David Lynch.                                                              |
| 37    | 1984           | 2010                                       | Adaptation de J. M. DeMatteis, Joe Barney, Larry Hama, and Tom Palmer du film MGM réalisé par Peter Hyams.                                                                                        |
| 38    | 1985           | Red Sonja                                  | Adaptation de Louise Simonson, Mary Wilshire, et Vince Colletta du film de Dino De Laurentiis Company/MGM/UA Entertainment Company réalisé par Richard Fleischer.                                 |
| 39    | 1985           | Santa Claus: The Movie                     | Adaptation de Sid Jacobson and Frank Springer du film de TriStar Pictures réalisé par Jeannot Szwarc.                                                                                             |
| 40    | October 1986   | Labyrinth                                  | Adaptation de Sid Jacobson, John Buscema, et Romeo Tanghal du film Henson Associates/Lucasfilm/TriStar Pictures réalisé par Jim Henson.                                                           |
| 41    | November 1986  | Howard the Duck                            | Adaptation de Danny Fingeroth et Kyle Baker du film de Lucasfilm/Universal Studios réalisé par Willard Huyck.                                                                                     |